# Ново-Успенка
Ново-Успенка — хутор в Острогожском районе Воронежской области.
Входит в состав Урывского сельского поселения.
| 2000 | 2005 | 2010 |
| ---- | ---- | ---- |
| 348  | ↘315 | ↘297 |

На хуторе имеются две улицы — Воронежская и Пушкинская.